# رختشویگاه (فیلم)
رختشویگاه (انگلیسی: The Laundromat) یک فیلم در ژانر کمدی-درام به کارگردانی استیون سودربرگ است که در سال ۲۰۱۹ منتشر شد.

## داستان
وکیلان یورگن موساک (گری اولدمن) و رامون فون‌سکا (آنتونیو باندراس) خود را معرفی می‌کنند و مفاهیم پول و اعتبار را شرح می‌دهند. این دو نفر راوی سه داستان از انسان‌هایی در نقاط مختلف جهان هستند که از فعالیت‌های شرکت آن‌ها، موساک فون‌سکا، آسیب دیده‌اند. گرچه روایت فیلم تا حدی داستان‌پردازی شده، نام شرکت حقوقی در مرکز این رسوایی، و همچنین نام بنیان‌گذاران آن تغییر نکرده‌اند. همچنین، نام و نقش افراد درگیر در ماجرای وانگ لیجون نیز تغییر نکرده‌اند.
شخصیت الن مارتین (مریل استریپ) به همراه همسرش جو، در قایق تفریحی اتان آلن در دریاچه جرج در ایالت نیویورک هستند که قایق واژگون می‌شود و جو به همراه بسیاری دیگر غرق می‌شوند. زمانی که الن برای دریافت غرامت از شرکت قایق تلاش می‌کند، متوجه می‌شود که بیمهٔ آن شرکت توسط مالک و پسرش، متیو (دیوید شوئیمر)، از شرکت بیمهٔ مجددی خریداری شده که بعدها به شرکتی مستقر در نویس فروخته شده است. این شرکت نویسی در واقع یکی از شرکت‌های صوری موساک بوده که توسط اداره درآمد داخلی آمریکا (IRS) به اتهام کلاهبرداری تحت تحقیق است.
وقتی تلاش‌های الن برای تماس با موساک و شرکت نویسی بی‌نتیجه می‌ماند، به نویس سفر می‌کند تا با مالکوس بانکمپر (جفری رایت)، مدیر صندوق امانی شرکت، روبه‌رو شود. وقتی الن تصادفاً به مالکوس برخورد می‌کند و او را نمی‌شناسد، درباره موقعیت شرکتش پرس‌وجو می‌کند. مالکوس به او دروغ می‌گوید و از صحنه دور می‌شود. بعدها که مالکوس به میامی سفر می‌کند، در فرودگاه توسط مأموران ویژهٔ IRS بازداشت می‌شود.
داستان دوم دربارهٔ سیمون (جسیکا آلین)، دختر یک میلیاردر آفریقایی به نام چارلز (نانسو آنوزی) است. وقتی سیمون متوجه می‌شود که بهترین دوستش با پدرش رابطه دارد، چارلز برای ساکت نگه‌داشتن او، سهامی (به‌ظاهر به ارزش ۲۰ میلیون دلار) از یکی از شرکت‌های سرمایه‌گذاری‌اش پیشنهاد می‌دهد. سیمون پیشنهاد را می‌پذیرد، اما وقتی به دفتر موساک در پاناما سیتی می‌رود تا سهام را دریافت کند، متوجه می‌شود که آن سهام بی‌ارزش است، زیرا شرکت مذکور متعلق به یک شرکت صوری دیگر از موساک (احتمالاً متعلق به خود چارلز) بوده که حساب بانکی‌اش به‌تازگی خالی شده است.
داستان سوم بازسازی مرگ نیل هی‌وود، بخشی از ماجرای وانگ لیجون است. هی‌وود (که در فیلم با نام «می‌وود» و با بازی ماتیاش شونارتس ظاهر می‌شود) واسطه‌ای است برای چینی‌های ثروتمند که می‌خواهند سرمایه‌های خود را به خارج از کشور منتقل کنند. او به هتلی در چونگ‌چینگ می‌رود تا با گو کایلای (روزالیند چاو) دیدار کند. می‌وود تهدید می‌کند که اگر مبلغ بیشتری دریافت نکند، عملیات پول‌شویی خانواده گو از طریق شرکت صوری موساک را متوقف می‌کند. در پاسخ، گو نوشیدنی او را مسموم می‌کند. سپس ماجرا را به رئیس پلیس چونگ‌چینگ، وانگ لیجون (با بازی مینگ لو در بانک اطلاعات اینترنتی فیلم‌ها (IMDb)) گزارش می‌دهد که مخفیانه گفت‌وگو را ضبط کرده و ماجرا را به دولت چین اطلاع می‌دهد. داستان با بازداشت گو و همسرش، بو شی‌لای، به اتهام قتل می‌وود و فساد مالی پایان می‌یابد.
فیلم با افشای اسناد پاناما، یورش پلیس به دفاتر موساک فون‌سکا، بازداشت کوتاه‌مدت موساک و فون‌سکا و تعطیلی شرکت به پایان می‌رسد. موساک (گری اولدمن) و فون‌سکا (آنتونیو باندراس) همراه با مریل استریپ که این بار نقش خودش را بازی می‌کند، با شکستن دیوار چهارم به مخاطبان یادآوری می‌کنند که چنین شرکت‌هایی هنوز وجود دارند و استفاده از صندوق‌های امانی ساختگی و شرکت‌های صوری در بهشت‌های مالیاتی برای پول‌شویی و فساد مالی همچنان بسیار رایج است. استریپ در پایان فیلم با بیانیه‌ای درباره ضرورت فوری اصلاح تأمین مالی کارزارهای انتخاباتی در آمریکا سخنان خود را به پایان می‌برد و سپس ژست تندیس آزادی را به خود می‌گیرد.

## بازیگران
- مریل استریپ
- گری اولدمن
- آنتونیو باندراس
- الکس پتیفر
- دیوید شویمر
- جفری رایت
- ماتیاس اسخونارتس
- جیمز کرامول
- شارون استون
- ملیسا راوش
- رابرت پاتریک
- نیکی آموکا-برد
- کریس پارنل
- نانسو آنوزی
- ویل فورته
- روزالیند چائو